# Premierzy Australii
Premier Australii – de facto najważniejsze stanowisko we władzy wykonawczej na szczeblu federalnym w Australii, a także w całym systemie politycznym tego państwa. Formalnie premiera powołuje gubernator generalny Australii w imieniu króla Australii. W praktyce funkcję tę niemal automatycznie obejmuje lider partii lub koalicji mającej najwięcej miejsc w Izbie Reprezentantów. Niemal równocześnie gubernator generalny powołuje na wniosek premiera gabinet. W skład rządu wchodzą również ministrowie niższej rangi (struktura władzy wykonawczej jest w Australii w znacznej mierze wzorowana na rozwiązaniach brytyjskich).
Uprawnienia premiera obejmują tylko dziedziny będące w kompetencji władz federalnych. Każdy ze stanów Australii ma własny rząd, z osobnym premierem na czele (polska terminologia nie oddaje tej różnicy – w języku angielskim premier federalny to prime minister, a premier stanowy to premier).

## Lista premierów
| Osoba | Osoba                          | Osoba   | Kadencja             | Kadencja             | Partia polityczna                 |
| #     | Imię i nazwisko                | Portret | Od                   | Do                   | Partia polityczna                 |
| ----- | ------------------------------ | ------- | -------------------- | -------------------- | --------------------------------- |
| 1     | Edmund Barton (1849–1920)      |         | 1 stycznia 1901      | 24 września 1903     | Partia Protekcjonistyczna         |
| 2     | Alfred Deakin (1856–1919)      |         | 24 września 1903     | 27 kwietnia 1904     | Partia Protekcjonistyczna         |
| 3     | Chris Watson (1867–1941)       |         | 27 kwietnia 1904     | 18 sierpnia 1904     | Australijska Partia Pracy         |
| 4     | George Reid (1845–1918)        |         | 18 sierpnia 1904     | 5 lipca 1905         | Partia Wolnego Handlu             |
| (2)   | Alfred Deakin (1856–1919)      |         | 5 lipca 1905         | 13 listopada 1908    | Partia Protekcjonistyczna         |
| 5     | Andrew Fisher (1862–1928)      |         | 13 listopada 1908    | 2 czerwca 1909       | Australijska Partia Pracy         |
| (2)   | Alfred Deakin (1856–1919)      |         | 2 czerwca 1909       | 29 kwietnia 1910     | Związkowa Partia Liberalna        |
| (5)   | Andrew Fisher (1862–1928)      |         | 29 kwietnia 1910     | 24 czerwca 1913      | Australijska Partia Pracy         |
| 6     | Joseph Cook (1860–1947)        |         | 24 czerwca 1913      | 17 września 1914     | Związkowa Partia Liberalna        |
| (5)   | Andrew Fisher (1862–1928)      |         | 17 września 1914     | 27 października 1915 | Australijska Partia Pracy         |
|       | Billy Hughes (1862–1952)       |         | 27 października 1915 | 14 listopada 1916    | Australijska Partia Pracy         |
| 7     | Billy Hughes (1862–1952)       |         | 14 listopada 1916    | 17 lutego 1917       | Narodowa Partia Pracy             |
|       | Billy Hughes (1862–1952)       |         | 17 lutego 1917       | 9 lutego 1923        | Nacjonalistyczna Partia Australii |
| 8     | Stanley Bruce (1883–1967)      |         | 9 lutego 1923        | 22 października 1929 | Nacjonalistyczna Partia Australii |
| 9     | James Scullin (1876–1953)      |         | 22 października 1929 | 6 stycznia 1932      | Australijska Partia Pracy         |
| 10    | Joseph Lyons (1879–1939)       |         | 6 stycznia 1932      | 7 kwietnia 1939†     | Partia Zjednoczonej Australii     |
| 11    | Sir Earle Page (1880–1961)     |         | 7 kwietnia 1939      | 26 kwietnia 1939     | Narodowa Partia Australii         |
| 12    | Robert Menzies (1894–1978)     |         | 26 kwietnia 1939     | 28 sierpnia 1941     | Partia Zjednoczonej Australii     |
| 13    | Arthur Fadden (1894–1973)      |         | 28 sierpnia 1941     | 7 października 1941  | Narodowa Partia Australii         |
| 14    | John Curtin (1885–1945)        |         | 7 października 1941  | 5 lipca 1945†        | Australijska Partia Pracy         |
| 15    | Frank Forde (1890–1983)        |         | 6 lipca 1945         | 13 lipca 1945        | Australijska Partia Pracy         |
| 16    | Ben Chifley (1885–1951)        |         | 13 lipca 1945        | 19 grudnia 1949      | Australijska Partia Pracy         |
| (12)  | Sir Robert Menzies (1894–1978) |         | 19 grudnia 1949      | 26 stycznia 1966     | Liberalna Partia Australii        |
| 17    | Harold Holt (1908–1967)        |         | 26 stycznia 1966     | 19 grudnia 1967†     | Liberalna Partia Australii        |
| 18    | John McEwen (1900–1980)        |         | 19 grudnia 1967      | 10 stycznia 1968     | Narodowa Partia Australii         |
| 19    | John Gorton (1911–2002)        |         | 10 stycznia 1968     | 10 marca 1971        | Liberalna Partia Australii        |
| 20    | William McMahon (1908–1988)    |         | 10 marca 1971        | 5 grudnia 1972       | Liberalna Partia Australii        |
| 21    | Gough Whitlam (1916–2014)      |         | 5 grudnia 1972       | 11 listopada 1975    | Australijska Partia Pracy         |
| 22    | Malcolm Fraser (1930–2015)     |         | 11 listopada 1975    | 11 marca 1983        | Liberalna Partia Australii        |
| 23    | Bob Hawke (1929–2019)          |         | 11 marca 1983        | 20 grudnia 1991      | Australijska Partia Pracy         |
| 24    | Paul Keating (1944–)           |         | 20 grudnia 1991      | 11 marca 1996        | Australijska Partia Pracy         |
| 25    | John Howard (1939–)            |         | 11 marca 1996        | 3 grudnia 2007       | Liberalna Partia Australii        |
| 26    | Kevin Rudd (1957–)             |         | 3 grudnia 2007       | 24 czerwca 2010      | Australijska Partia Pracy         |
| 27    | Julia Gillard (1961– )         |         | 24 czerwca 2010      | 27 czerwca 2013      | Australijska Partia Pracy         |
| (26)  | Kevin Rudd (1957–)             |         | 27 czerwca 2013      | 18 września 2013     | Australijska Partia Pracy         |
| 28    | Tony Abbott (1957–)            |         | 18 września 2013     | 15 września 2015     | Liberalna Partia Australii        |
| 29    | Malcolm Turnbull (1954–)       |         | 15 września 2015     | 24 sierpnia 2018     | Liberalna Partia Australii        |
| 30    | Scott Morrison (1968–)         |         | 24 sierpnia 2018     | 23 maja 2022         | Liberalna Partia Australii        |
| 31    | Anthony Albanese (1963–)       |         | 23 maja 2022         | nadal                | Australijska Partia Pracy         |